# Place Henri-IV (Vannes)
Pour les articles homonymes, voir Place Henri-IV.
La place Henri-IV est une place publique du centre-ville de Vannes (Morbihan).

## Localisation
La place Henri-IV est une place carrée située dans l'intra-muros de la cité sur les hauteurs de la colline du Mené. Elle communique au sud-est avec la place Saint-Pierre et la cathédrale, au sud-ouest avec la rue Saint-Salomon et au nord avec la rue des Chanoines et la rue Émile-Burgault.
La place mesure environ 20 mètres de côté, soit une superficie d'environ 400 m2.

## Histoire
La place est entourée de maisons à colombages des XVe et XVIe siècles, dont on peut donc dater la place. Au XVIIIe siècle, cette place se nommait Mallièvre, déformation de son nom originel breton Men-Guevr, pierre aux chèvres. Après avoir été nommée un temps Place du Département durant l'époque révolutionnaire, elle est finalement rebaptisée de son nom actuel au cours du XIXe siècle. Un marché aux oiseaux se déroulait sur cette place dans les années 1860 : les vendeurs, appelés Pilorgets, apportaient surtout des linottes et des chardonnerets.

## Monuments
La plupart des maisons de cette place font l'objet d'une inscription au titre des monuments historiques. Ainsi est-ce le cas des maisons situées :
- au no 1 (à l'angle de la place Saint-Pierre), inscription de l'élévation et de la toiture par arrêté du 25 janvier 1929[4].
- au no 2 (à l'angle de la place Saint-Pierre), inscription des façades par arrêté du 25 janvier 1929[5] ; à noter, côté place Saint-Pierre, l'existence d'une poutre portant l'inscription « Le chat qui dort est esveillé »[2].
- au no 5 (à l'angle de la rue Saint-Salomon), inscription de l'élévation et de la toiture par arrêté du 25 janvier 1929[6].
- au no 6 (à l'angle de la rue des Chanoines), inscription de la façade et des toitures par arrêté du 25 janvier 1929[7].

Bien qu'à proprement parler non présente sur la place, la maison située au 32 rue des Chanoines est également protégée au titre des monuments historiques par l'arrêté du 11 février 1929.

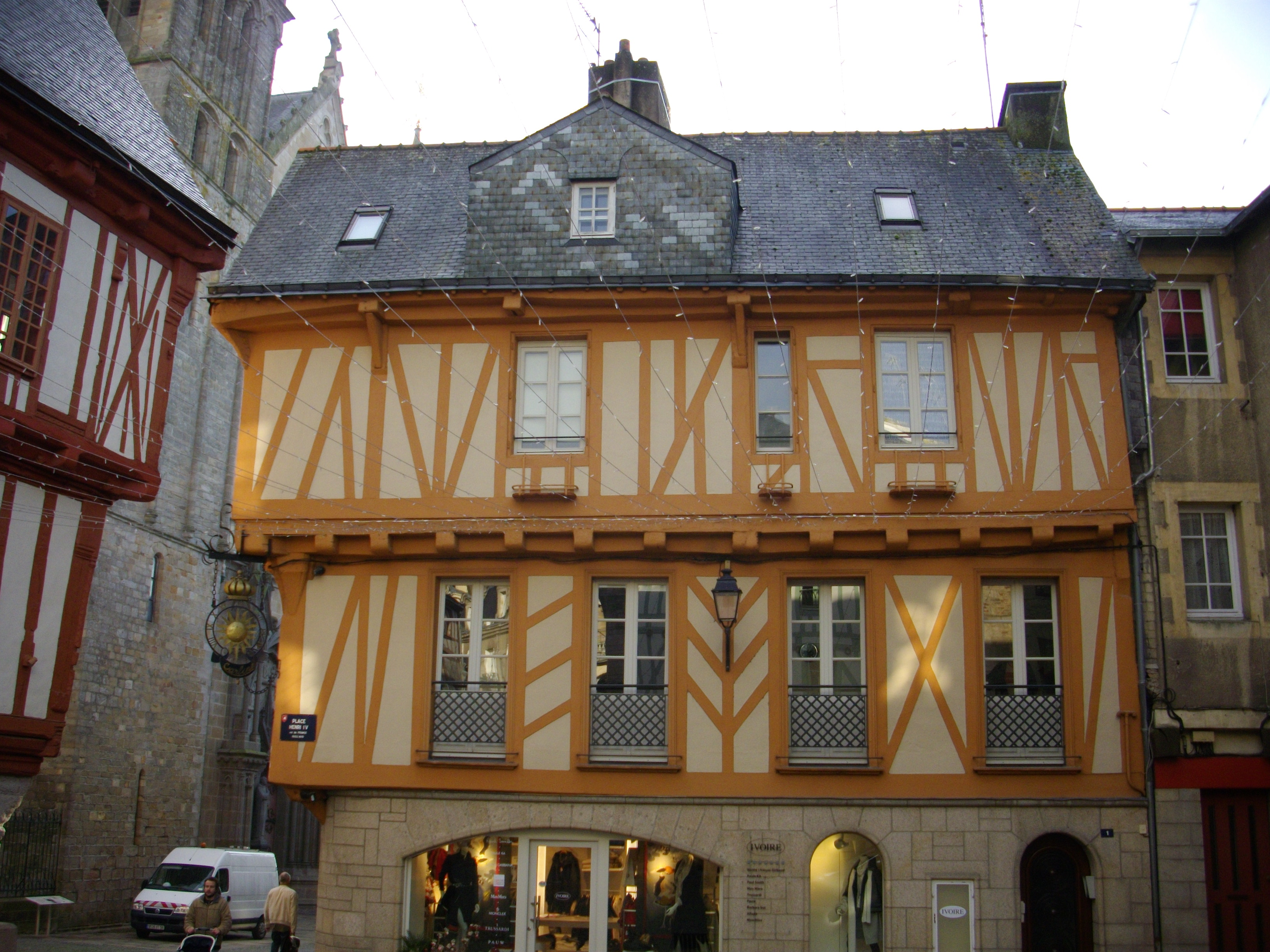
1, place Henri-IV
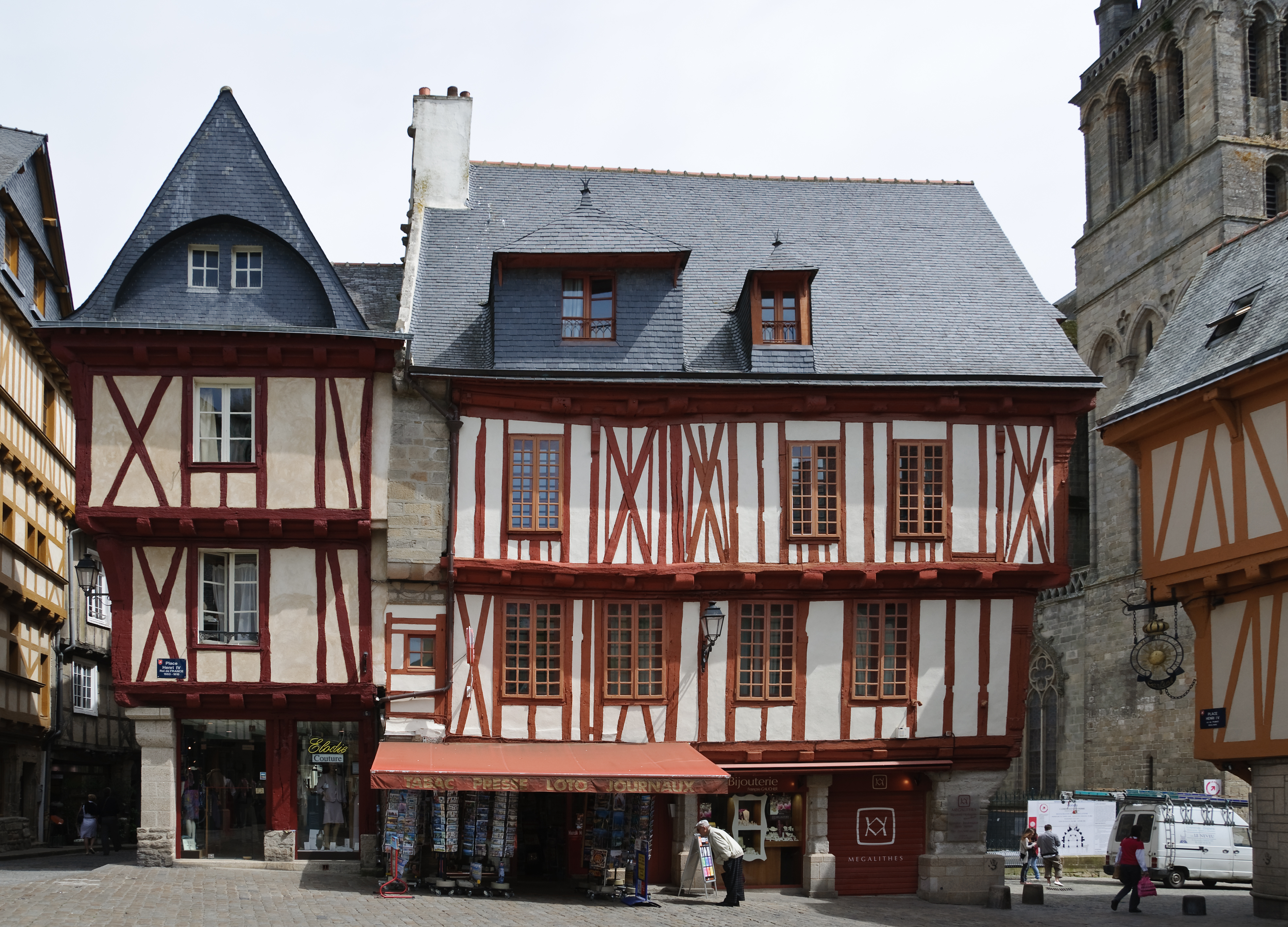
2 et 6, place Henri-IV
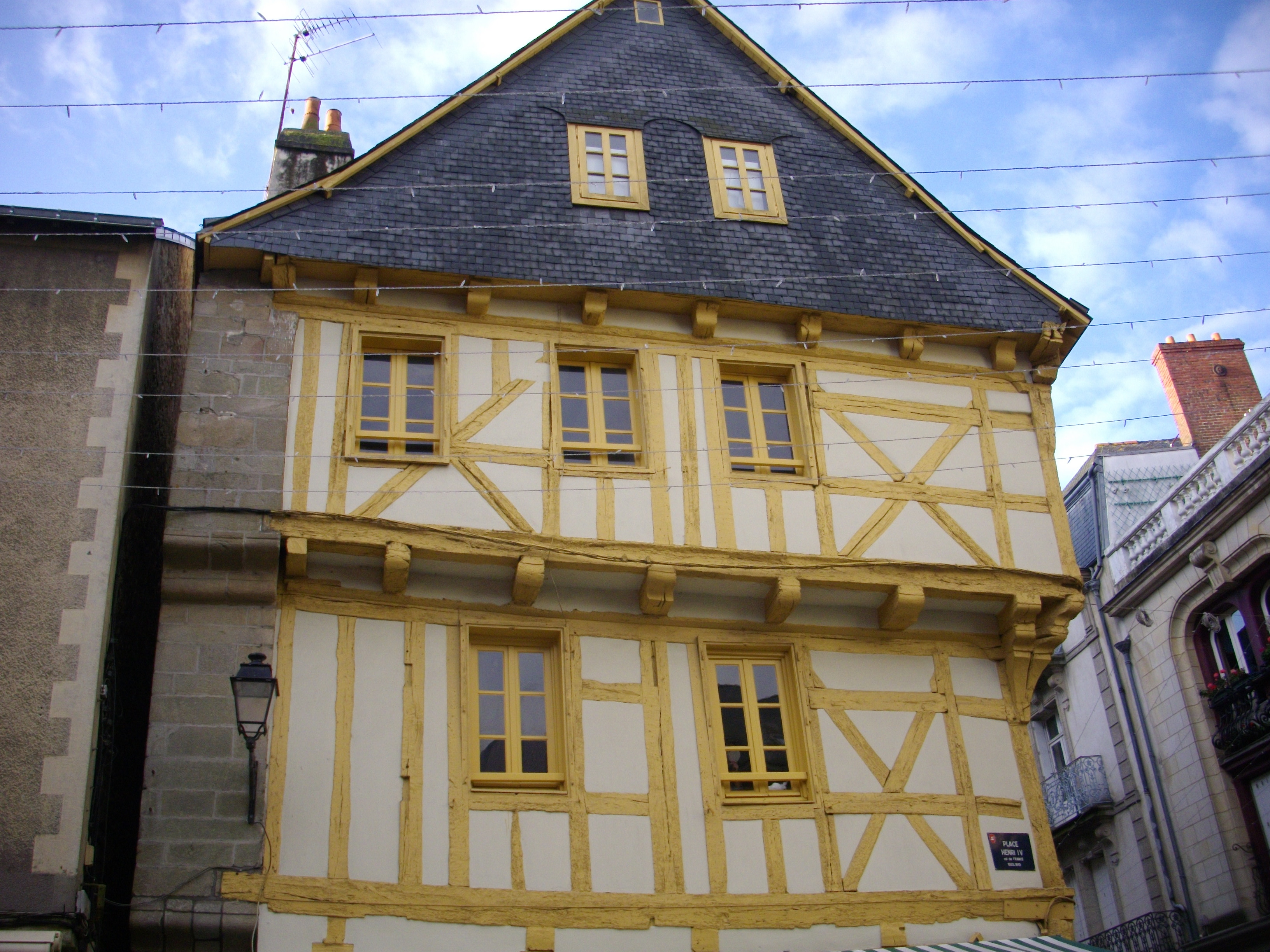
5, place Henri-IV
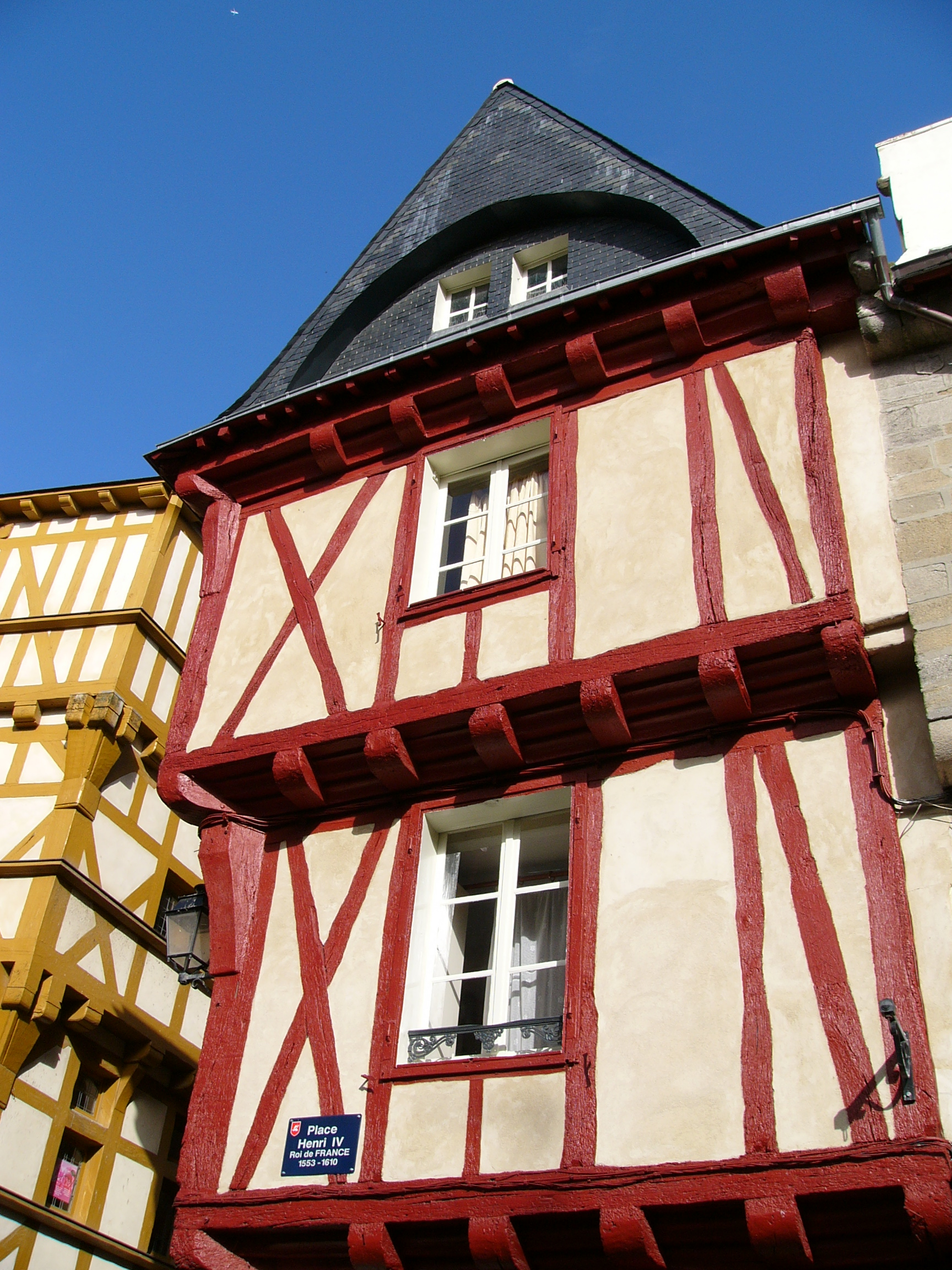
6, place Henri-IV
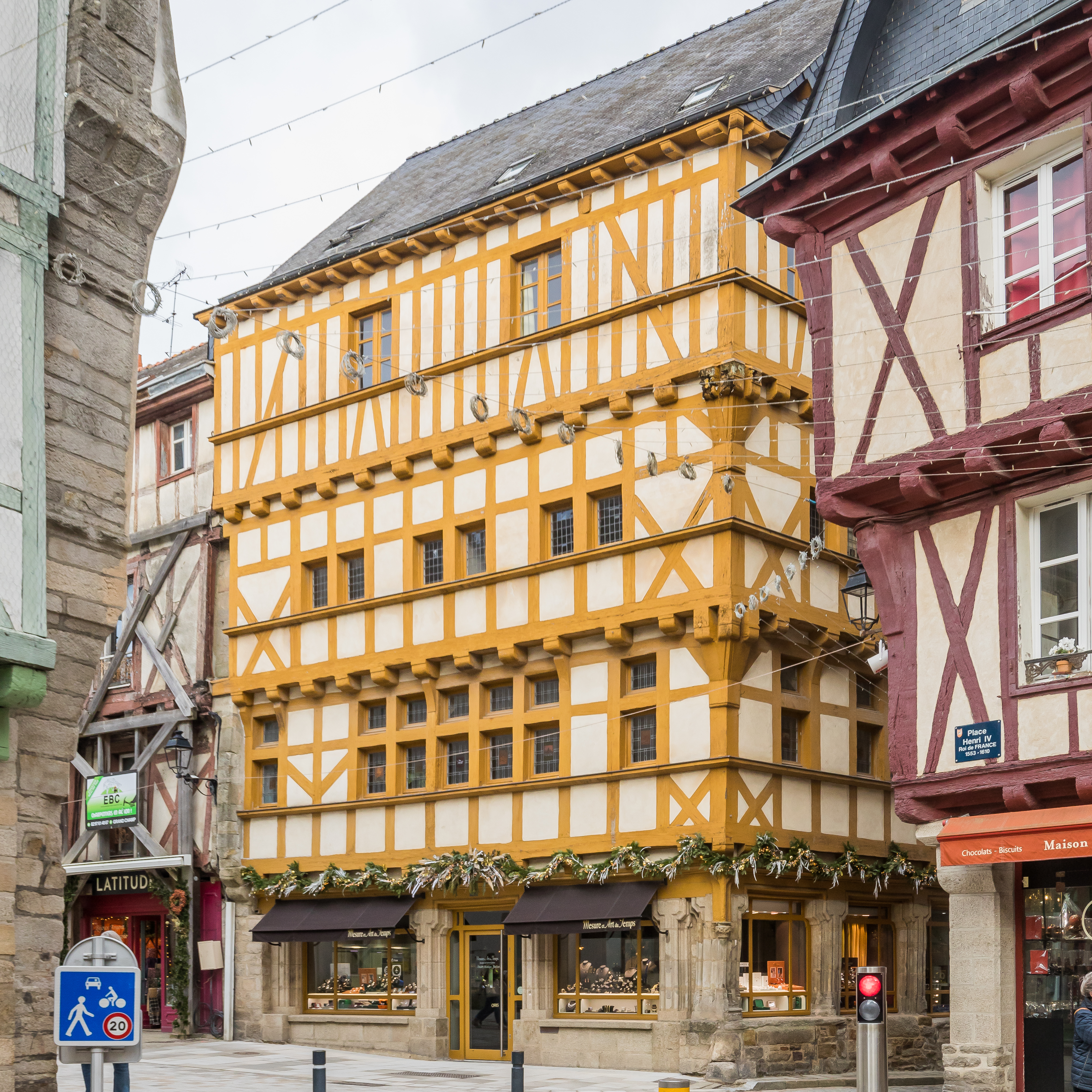
32, rue des Chanoines